# Егорьевский хлопчатобумажный комбинат
Общество с ограниченной ответственностью «Егорьевский текстиль» (в 1922—1992 гг. — Хлопчатобумажный комбинат, в 1845-1919 гг. — фабрика Хлудовых, Хлудовская фабрика, официально - Бумагопрядильная Фабрика братьев Хлудовых) — текстильное предприятие, основанное в 1845 году Алексеем и Герасимом Хлудовым в Егорьевске.

## История

### Основание
Фабрика была основана московскими купцами Хлудовыми в 1845 году. Хлудовы — купеческая династия из Москвы. Сыновья её основателя — Ивана Хлудова в 1842 году основали фирму «А.Н.Г.Д. Ивана Хлудова сыновья», которая ставила своей целью основание бумагопрядильной фабрики.
В Егорьевске уже существовало несколько ткацких фабрик, леса обеспечивали бы фабрику дешёвым топливом, а также росло население города, которое нуждалось в заработке. В итоге Хлудовы купили участок у Гуслицы за 30 рублей.
В 1847 году был построен первый корпус фабрики. В 1849 году производилось 60 пудов пряжи. На фабрике работали почти 2000 человек, производство оценивалось в 900 000 рублей в 1840-х, а к 1860 эта сумма составила 2 500 000 рублей. На фабрике было английское оборудование, что сделало её одной из самых современных в губернии.

### XIX век
Рабочей силы в первые годы было немного. Горожане считали наёмный труд чем-то постыдным и «кабальным». Для получения рабочих Хлудовы покупают крепостных у местных дворян, что было незаконно (так как Хлудовы не являлись дворянами). Салтыков-Щедрин, вице-губернатор Рязани, на тот момент приезжал в Егорьевск, пытаясь расследовать дело фабрикантов, что ему в итоге не удалось.
Вскоре строятся ещё 2 каменных здания (с учётом того, что большинство зданий в городе были деревянными).
Сын Алексея — Иван, прожил короткую жизнь, но он смог расширить рынок фабрики на среднюю Азию.
В 1882 году Алексей умирает, он оставляет все своему сыну — Михаилу, однако он продает все активы Герасиму.
В 1880-х был построен корпус с башней с часами, которая сегодня является одной из главных достопримечательностей Егорьевска.
К 1890 на фабриках работают 5000 человек. Производство на 7 миллионов в год.
В 1900 году на фабрике было уже 6600 человек, а прибыль составляла 14 миллионов рублей в год(чистыми-300 000 рублей).
Давыд стал даже Городским головой, был знаменитым благотворителем. Жертвовал Богословскому монастырю. Также братья входили в комиссию по постройке храма Александра Невского. В начале XX века была крупнейшей фабрикой в Рязанской Губернии.

#### Стачки

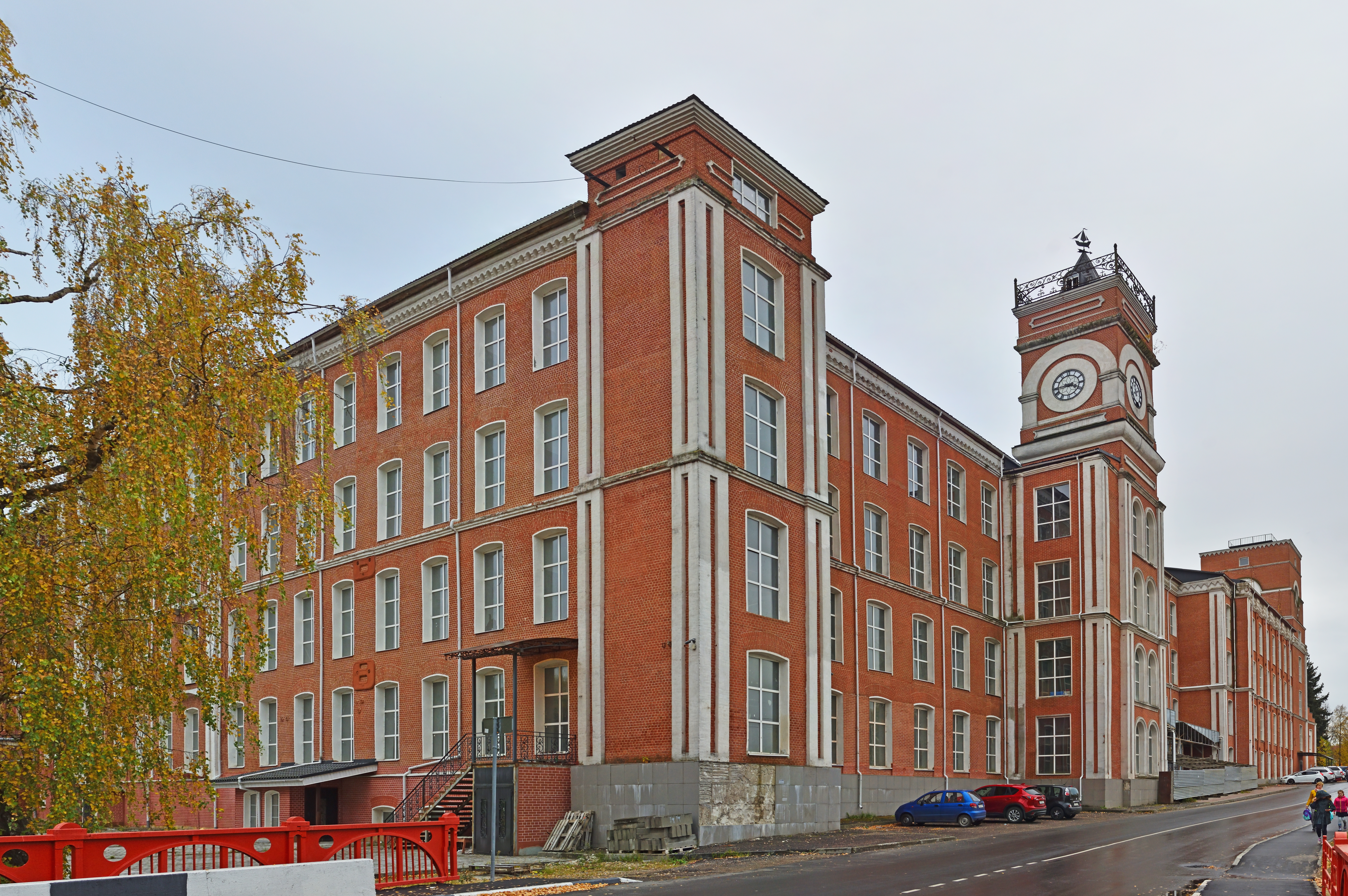
Историческое здание фабрики Хлудовых

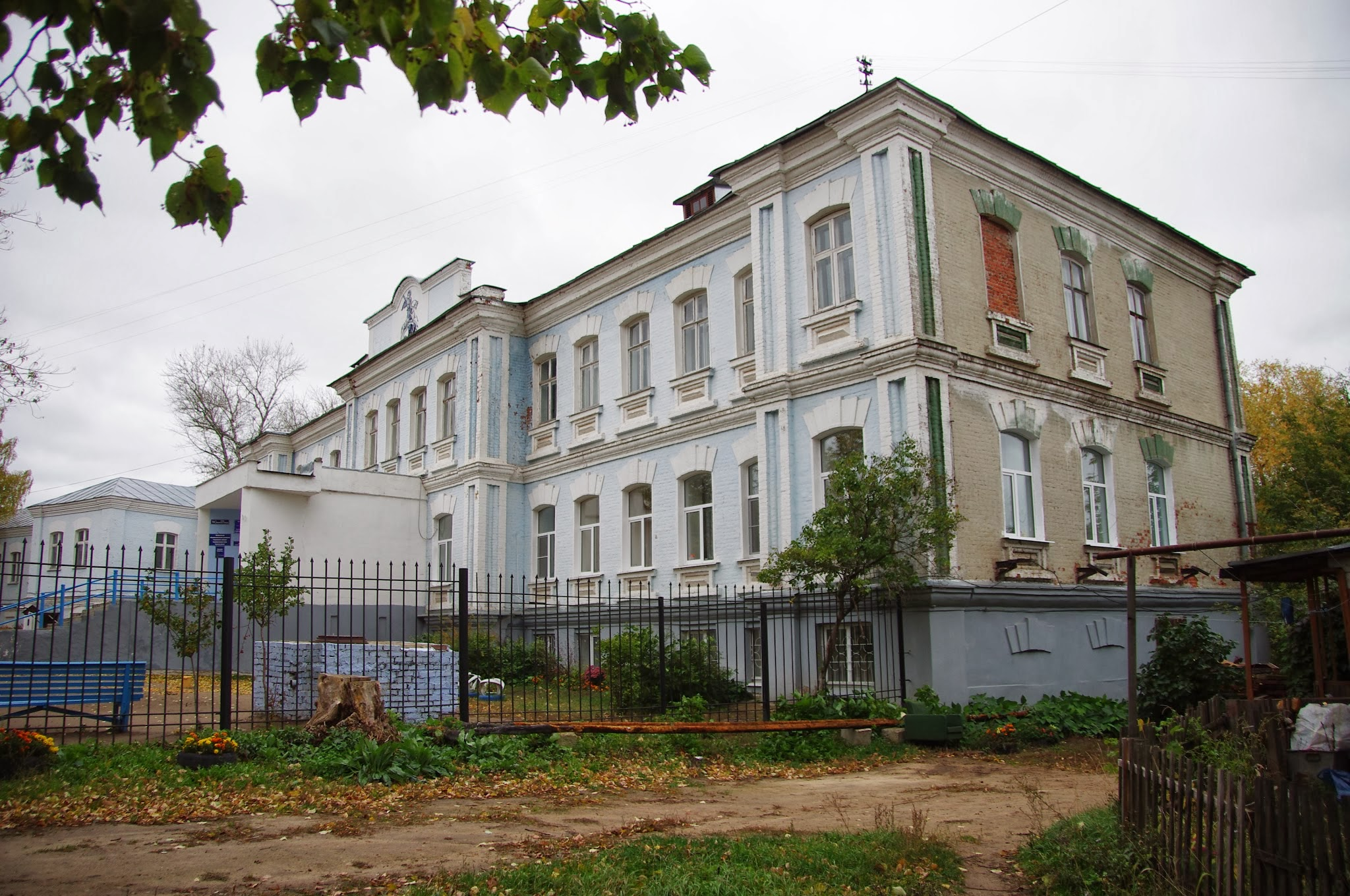
«Хлудовское» народное училище, впоследствии Георгиевская гимназия

В 1890-х на хлудовской фабрике был введен новый рабочий день — 12-часовой. Хоть формально он и сократился на два часа, но подготовка станков и уход за ними не включался в рабочий день. В 1893 году администрация фабрики сократила отпуска, что вызвало недовольство рабочих и фабрика пошла на уступки.
Но далее рабочие выдвинули директору требования:
- Повышение зарплаты на 10 копеек
- Платить рабочим не раз в месяц, а два
- Отмена ночной работы в воскресенье и в канун праздников
- Сокращение рабочего дня до 12 часов с работой в две смены
- Бесплатная баня
- Выплата квартирных денег
- Отмена платы за лекарства

Рабочие передали данное сообщение директору фабрики-Риггу. Но ответа не было. На следующий день требующие объявили о начале забастовки, в случае, если условия не будут выполнены. Директор фабрики объявил о раздаче рабочим 100 рублей, но отказался выполнять условия. Рабочие не вернулись за станки, но устроили погромы на лавки, квартиру самого Ригта, разбивали машины и контору фабрики.
Утром 26 мая рязанский жандарм поехал в Егорьевск. С ним приехал один из акционеров фабрики и рязанский губернатор. Попытки переговоров с рабочими оказались не успешными. Делегацию восставших арестовали, а рабочие вернулись за станки в начале июня, им пообещали выполнить часть условий. Но рабочие остались обманутыми.
Ленин писал об этой стачке:
«Громадная стачка на Хлудовской мануфактуре вызвала распространение закона о штрафах. То есть правительство приняло постановление, по которому штрафы шли на нужды самих рабочих, а до этого они шли в казну фабрики»
В том же,1893 году на фабрику были проведены телефон и электрическое освещение.
В 1904 году группа рабочих фабрики, таких как Григорий Конин, Иван Горшков вместе с рабочими другой фабрики-братьев Князевых объединяются в городское социал-демократическое движение.
Егор Викулов также вступил в РСДРП в 1908 году.

### Советский период
Была национализирована в 1918 году, но из-за отсутствия сырья не работала до мая 1922.После возобновлении работы была переименованы в Хлопчатобумажный комбинат «Вождь Пролетариата» и была объединена с фабрикой Бардыгина.
Полноценно восстановила свою работу лишь к 1929 году.
6 марта 1949 года по решению Президиума Верховного Совета СССР фабрика за успешное выполнение заданий правительства была награждена Орденом Трудового Красного Знамени.
В 1971 году фабрика была объединена с меланжевой фабрикой и стала называться «Хлопчатобумажный комбинат» или же ХБК. К 1985 году на нем работало 8700 человек.

### Постсоветский период
В октябре 1991 года стал работать в условиях аренды, а в 1992 было преобразовано в акционерное общество. Часть здания сейчас сдается под аренду. Были проекты по созданию Торгового Центра в здании, но от него отказались.

В январе 2009 года завершено переоборудование ткацкого производства с установкой новейшего оборудования фирмы «Picanol».
Новое оборудование позволило выпускать шириной 150 см не только костюмные ткани, но и полотно палаточное, значительно расширило ассортимент и качество выпускаемых тканей, которые имеют как безупречный внешний вид, так и наилучшие физико-механические показатели. Достигнута большая гибкость при переходе с одного артикула ткани на другой, значительно снижены затраты производства в ткачестве.

## Производство
Сын Алексея Хлудова Иван исследовал хлопковое дело в США. Во время Гражданской войны производство фабрики сократилось вдвое. В основном ткань закупали на Нижегородской Ярмарке.
Иван Алексеевич Хлудов также ездил в Среднюю Азию для изучения рынка. В 1868 году он и скончался в Самарканде в возрасте 29 лет.

## Фабричные заведения
В 1862 году появилась богадельня с храмом Михаила Архангела. Богадельня помогла людям после пожара 1868 года, когда сгорело 2 трети Егорьевска. В советский период здание было оборудовано под больницу.
Через год появились рабочие казармы, сейчас это жилые дома, а в 1880-х открылись бани, которые работают по сей день и в народе имеют название "хлудовские".
При фабрике в 1870 году было основано училище. Оно впоследствии стало Георгиевской Гуманитарной гимназией, в 1992 году. В 2009 году гимназия объединилась со школой № 6, где сейчас обучаются 5-11 классы.
В 1895 году при фабрике была основана больница.